# Sumatriptán
El sumatriptán es un medicamento antimigrañoso (Agonista 5-HT1B/1D) utilizado para tratar ataques de migraña. Pertenece a la familia de triptanos, los cuales funcionan induciendo vasoconstricción en los vasos sanguíneos meníngeos y bloqueando la liberación de neuropéptidos que causan dolor y síntomas de la migraña.

## Historia
El sumatriptán o sumatriptano es un medicamento que forma parte del  grupo de los fármacos triptanos que se utilizan para el tratamiento de la migraña o hemicránea. Se empezó a comercializar en Alemania en febrero de 1993 con el nombre comercial Imigran. Antes de esto, no existía un tratamiento farmacológico específico para esta patología.
Su utilidad se restringe al episodio agudo de dolor migrañas, no tiene alguna actividad profiláctica, ni disminuye el número de crisis. Para su uso es necesario primero consultar a un médico, para asegurar dosis y un tratamiento oportuno. 

## Farmacocinética

### Vías de administración
Este medicamento puede ser administrado por vía oral en forma de comprimidos, también por vía subcutánea utilizando un auto inyector e intranasal mediante inhaladores.

### Absorción
Si se administra de manera oral, las concentraciones máximas son alcanzadas a las 2 horas con una  biodisponibilidad del 15%, debido al metabolismo del primer paso. Por administración subcutánea, el sumatriptán alcanza su concentración plasmática máxima aproximadamente en 12 minutos con una biodisponibilidad del 97% al igual que la administración nasal. 

### Distribución
El sumatriptán tiene una unión baja a proteínas plasmáticas (14-21%), presentando un volumen de distribución de 170 L. 

### Metabolismo y metabolitos
El sumatriptán se degrada por medio de  la monoaminooxidasa A (MAO A), formando un derivado de acetaldehído que se oxida mediante aldehído deshidrogenasas y oxidasas a un ácido acético, que se glucuronida en una reacción de fase II, finalizando con sus principales metabolitos, el derivado de ácido indolacético y su glucurónido.
También se ha estudiado la participación de  algunas enzimas CYP que pueden estar involucradas en su metabolismo como la CYP1A2, CYP2C19 y CYP2D6 mediante experimentación in vitro, pero no se ha encontrado en humanos. 

### Excreción
El aclaramiento renal se lleva a cabo por  filtración glomerular y secreción tubular. Después de la administración subcutánea, el 22% de la dosis se elimina en la orina sin alterar y el 38-40% se elimina en forma de un metabolito inactivo (ácido indol-acético). Una pequeña parte se elimina en las heces. Después de la administración oral, el 60% de la dosis se elimina por vía renal, en su mayor parte metabolizada (sólo un 3% de fármaco se encuentra sin alterar). El 40% restante se elimina en las heces. La semivida de eliminación es de 2 horas.

## Farmacodinámica

### Mecanismo de acción
El sumatriptán es un agonista selectivo de los receptores de serotonina  (5-hidroxitriptamina, 5 HT) específicamente del tipo  5-HT1B y 5-HT1D. Los 5-HT1B  están descritos en roedores y los 5-HT1D   en humanos. Su función es similar y generalmente se mencionan de manera conjunta como 5-HT1B/1D. Se expresan en las células endoteliales vasculares, en las células del músculo liso y en las neuronas. También, se ubican en los nervios trigeminales de los vasos sanguíneos meníngeos. Son receptores presinápticos, por lo tanto actúan como autorreceptores, que desencadenan una autorregulación negativa, reduciendo la liberación de serotonina y también la de neuropéptidos vasoactivos en los axones perivasculares de la duramadre.

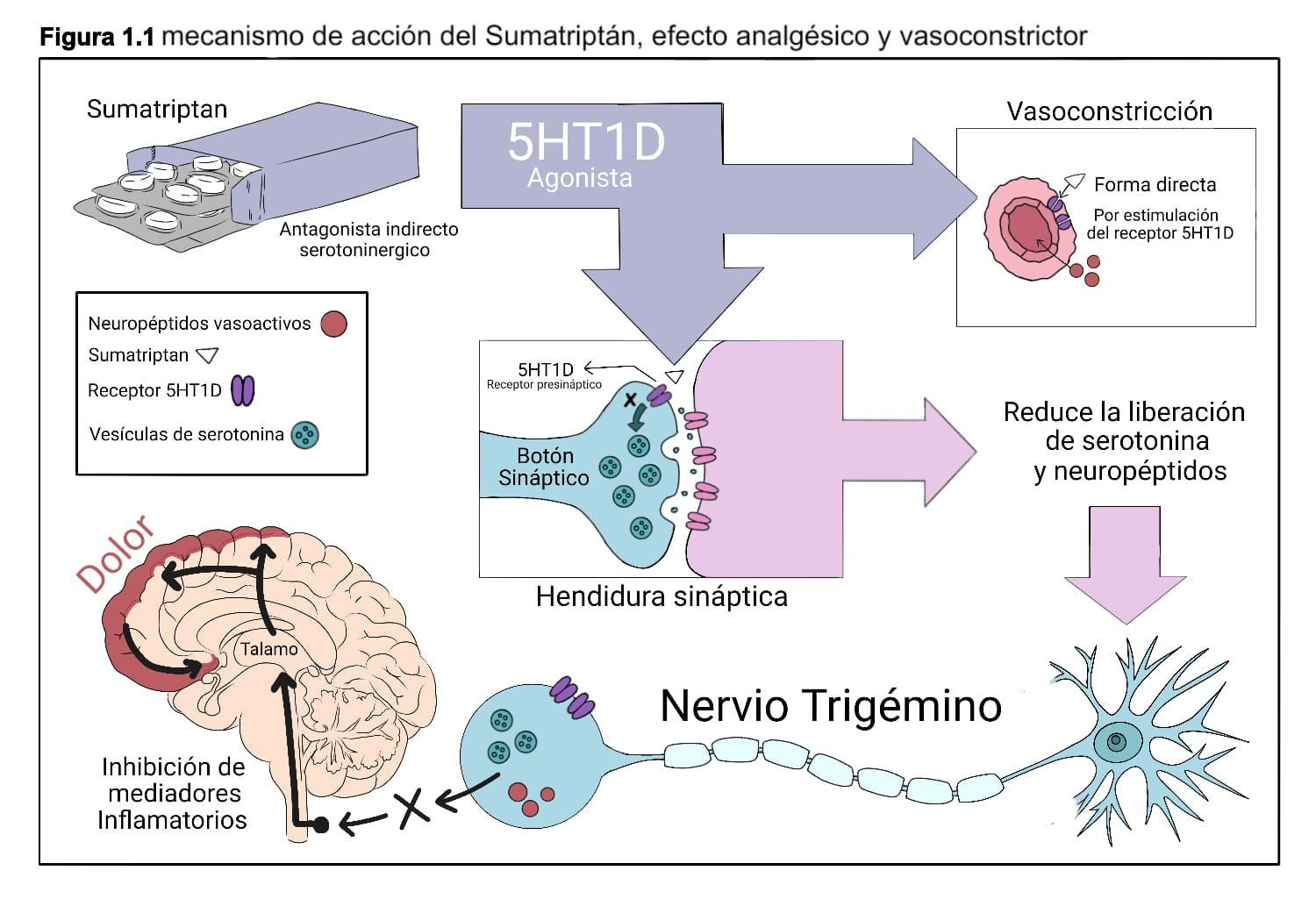
Representación de la acción del sumatriptán en vasos sanguíneos meníngeos induciendo vasoconstricción y en hendidura sináptica inhibiendo la liberación de serotonina que a su vez inhibe la liberación de neuropéptidos.

### Efectos farmacológicos
La estimulación de los receptores 5-HT1B/1D  produce una vasoconstricción de las arterias intracraneales y  a una inhibición en la liberación de neuropéptidos vasoactivos de nervios perivasculares trigeminales con interrupción de la transmisión del dolor en el tallo cerebral. 

## Interacciones
| Fármacos que interactúan con Sumatriptán |                                                                             | |        |
| Fármaco | Fármaco                                                                     | Interacción | Riesgo |
| Almotriptan Eletriptan Frovatriptan Naratriptán Rizatriptán Zolmitriptán | Agonistas del receptor de serotonina 5-HT1D (triptanos)                     | Farmacodinamia: Usar más de un triptan puede provocar efectos vasoconstrictores aditivos.                                      | X      |
| Dihidroergotamina Ergonovina Ergotamina Metilergonovina Metisergida | Derivados del cornezuelo de centeno (sustratos vasoconstrictores de CYP3A4) | Farmacodinamia: Su efecto combinado puede dar lugar a efectos vasoconstrictores aditivos.                                      | X      |
| Cabergolina Mesilatos ergoloides Lisurida Nicergolina Pergolida | Derivados del cornezuelo de centeno (no vasoconstrictores)                  | Farmacodinamia: Su efecto combinado puede dar lugar a efectos vasoconstrictores aditivos.                                      | B      |
| Isocarboxazida Linezolid Azul de metileno Moclobemida Fenelzina Tranilcipromina | Inhibidores de la monoaminooxidasa                                          | Farmacodinamia: Mejora del efecto serotoninérgico de los inhibidores de la monoaminooxidasa. Posible síndrome serotoninérgico. | X      |
| Amitriptilina Amoxapina Citalopram Clomipramina Dapoxetina Desipramina Desvenlafaxina Dothiepin Doxepina (sistémica) Doxepina (tópica) Duloxetina Escitalopram Fentanyl Fluoxetina Fluvoxamina Imipramina Levomilnacipran Litio Lofepramina Melitraceno Meperidina Milnacipran, Mirtazapina Nefazodona Nortriptilina Paroxetina Protriptilina Sertralina Sibutramina Tramadol Trazodona Trimipramina Triptófano Venlafaxina Vilazodona Vortioxetina | Agentes serotoninérgicos (Alto riesgo)                                      | Farmacodinamia: Mejora del efecto serotoninérgico. Posible síndrome serotoninérgico                                            | C      |
| Buspirone Fenfluramina Gepirona Oxitriptán Rasagilina Safinamida Selegilina Hierba de San Juan | Agentes serotoninérgicos (riesgo moderado)                                  | Farmacodinamia: Mejora del efecto serotoninérgico. Posible síndrome serotoninérgico                                            | B      |
| Bromocriptina | Bromocriptina                                                               | Farmacocinética: Se puede potenciar el efecto adverso/tóxico del sumatriptán.                                                  | D      |
| Droxidopa | Droxidopa                                                                   | Farmacodinamia: Potenciamiento de su efecto hipertensivo.                                                                      | C      |
| Ritlecitnib | Ritlecitnib                                                                 | Farmacocinética: Puede aumentar la concentración sérica de sumatriptán                                                         | B      |

Clasificación del riesgo
A: Ninguna interacción conocida 
B: No se necesita ninguna acción 
C: Monitorizar el tratamiento
D: Considerar modificación de la terapia 
X: Evitar combinación

## Uso clínico
Durante un episodio de migraña, los vasos sanguíneos intracraneales se dilatan, lo que contribuye al dolor pulsátil característico de la migraña. Este fármaco, al actuar como agonista de los receptores 5-HT1B/1D   de serotonina, localizados principalmente en los vasos  extracerebrales, induce vasoconstricción. También contribuye a la inhibición de la actividad del nervio trigémino, lo que lleva a la inhibición de la liberación de neuropéptidos vasoactivos inflamatorios que son fundamentales en la fisiopatología de la migraña. Esta inhibición resulta en una reducción de los síntomas asociados a la migraña, como las náuseas, la fotofobia y la fonofobia.
Este medicamento es usado para el tratamiento agudo de la migraña y los ataques de cefalea en racimos, debe usarse tan pronto como sea posible después del inicio del dolor, pero la eficacia es independiente de la duración del ataque antes de iniciar el tratamiento, si no hay respuesta con la dosis inicial, no se debe administrar una segunda dosis para el mismo ataque en intervalos menores a 2 horas. El sumatriptán no debe usarse en profilaxis.
Puede ser administrado por vía oral, subcutánea o transdérmica como succinato de sumatriptán e intranasal en su forma base. Las dosis se expresan en términos de base.

### Dosificación

#### Adultos[9][10]

##### Oral
Dosis única de 25mg, 50mg o 100 mg. Si no existe una respuesta satisfactoria después de 2 horas, se puede administrar una segunda dosis. Ensayos clínicos han mostrado que una dosis inicial de 50mg y 100mg son más efectivas que dosis de 25mg y que dosis de 100mg no proporcionan un mayor efecto que 50 mg y puede aumentar la incidencia de efectos adversos. La dosis diaria total no debe superar los 200 mg. 

##### Intranasal
Dosis única de 5mg, 10mg o 20mg administrados en una fosa nasal. Si la cefalea reaparece, la dosis puede ser repetida después de 2 horas. No se debe exceder la dosis diaria total de 40 mg.

##### Subcutáneo
Dosis inicial de 6 mg, puede repetirse si es necesario en un periodo mayor a una 1 hora después de la dosis inicial. La dosis no debe superar las  dos inyecciones en 24 horas.

## Contraindicaciones
El sumatriptán está contraindicado en los pacientes que hayan mostrado hipersensibilidad al fármaco o a cualquier otro agonista 5-HT1 de la familia de los triptanos.
Dado que este fármaco produce vasoconstricción, está contraindicado en:
- Enfermedad coronaria isquémica: angina de pecho, infarto de miocardio o estrechamiento de las arterias coronarias.
- Vasoespasmo coronario (angina de Prinzmetal): dolor de pecho repentino e intenso debido a un espasmo de las arterias coronarias.
- Enfermedad vascular periférica: estrechamiento de las arterias que irrigan las piernas y los pies.
- Hipertensión arterial no controlada: presión arterial alta que no se controla con medicamentos. En pacientes con hipertensión controlada puede ocasionar una moderada subida de presión arterial.
- Complicaciones cardíacas graves: enfermedad isquémica cerebral, ataque isquémico transitorio (AIT) o insuficiencia cardíaca congestiva[8]

Hay que tener en cuenta, además, que los pacientes tratados con sumatriptán de forma periódica desarrollan un factor de riesgo adicional, por lo que se recomiendan reconocimientos cardiovasculares periódicos si continúan recibiendo dicho fármaco.
El sumatriptán no se debe administrar para una cefalea atípica en un paciente dado. Los agonistas 5-HT1 pueden empeorar condiciones cerebrovasculares con síntomas que pueden ser confundidos con los de la migraña.
Tampoco se debe administrar a pacientes con síndrome de Wolff-Parkinson-White o arritmias cardíacas ya que podrían producirse graves vasoespasmos.
El sumatriptán está clasificado dentro de la categoría C de riesgo en el embarazo. Aunque hasta la fecha no se han encontrado evidencias de teratogenia en el ser humano, ni tampoco otros efectos adversos (abortos, mortalidad neonatal o defectos de nacimiento) no se recomienda el uso del sumatriptán durante el embarazo a menos que los beneficios para la madre superen los riesgos potenciales para el feto.
En la lactancia, el sumatriptán se excreta en la leche materna en pequeñas cantidades, y aunque el riesgo para el lactante se considera bajo, se sugiere evitar la lactancia durante las 12 horas posteriores a la administración del medicamento.
El sumatriptán se debe utilizar con precaución en los pacientes con enfermedades hepáticas, ya que la disminución de su metabolismo puede aumentar las concentraciones plásmaticas, en particular después de la administración oral.
Se debe evitar el uso en un tratamiento concomitante con inhibidores de la monoaminooxidasa (IMAO)

## Efectos adversos
El principal efecto secundario del fármaco, al igual que los restantes medicamentos del grupo, es vasoconstricción de las arterias coronarias, por lo que no debe emplearse en personas afectas de cardiopatía isquémica, angina de pecho o que hayan presentado infarto agudo de miocardio. También se recomienda utilizarlo con precaución en aquellas personas que presentan isquemia de miembros inferiores o claudicación intermitente, pues puede empeorar los síntomas por el mismo mecanismo de vasoconstricción, lo que disminuye el riego sanguíneo a las extremidades.
Cardiovascular
Vasoespasmo coronario, angina, isquemia de miocardio, paro cardiaco, arritmias, hipotensión, hipertensión, síncope, dolor torácico, sensación de opresión en el pecho.
Gastrointestinal
Vómitos, náuseas, dolor o sequedad de la garganta, salivación reducida, diarrea.
Respiratorio
Rinitis alérgica, disnea, rinitis, sinusitis, inflamación del tracto respiratorio superior, broncoespasmo. 
Sistema nervioso central
Ansiedad, sensación de ardor, sensación de frío, mareo, somnolencia, dolor de cabeza, malestar, parestesias, vértigo.
Neuromuscular y esquelético
Mialgia, debilidad, calambres musculares.

## Recaídas
Aproximadamente el 40% de los pacientes que experimentan alivio de la migraña con sumatriptán oral o subcutáneo experimentan una recaída de los síntomas entre 24 y 48 horas después de la resolución inicial. Este fenómeno se conoce como efecto rebote o recurrencia del dolor de cabeza. Se cree que la recaída del sumatriptán está relacionada con la vida media del medicamento (alrededor de 2-3 horas) y la duración variable de las migrañas (que pueden oscilar entre 4 y 72 horas). Se ha comprobado que una segunda dosis de sumatriptán subcutáneo ha sido eficaz para tratar la recurrencia de la cefalea migrañosa en la mayoría de los pacientes.

## Presentaciones[10]
| Presentaciones                 |                     |
| Medicamento                    | Administración      |
| Imitrex: 25 mg, 50 mg, 100 mg  | Tableta oral        |
| Genérico: 25 mg, 50 mg, 100 mg | Tableta oral        |
| Imitrex: 5mg, 20mg             | Solución nasal      |
| Genérico: 5mg, 20mg            | Solución nasal      |
| Sumavel DosePro 6 mg/0,5mL     | Solución subcutánea |
| Alsuma 6 mg/0,5mL              | Solución subcutánea |
| Imitrex 6 mg/0,5mL, 4mg/0,5ml  | Solución subcutánea |
| Genérico 6 mg/0,5mL, 4mg/0,5ml | Solución subcutánea |

## Presentación intranasal
El sumatriptán en su presentación intranasal es una opción innovadora para el manejo de la migraña aguda. 
Existen dos presentaciones; En aerosol (Imitrex, Tosymara) y en polvo (Onzetra Xsail) para inhalar por la nariz.

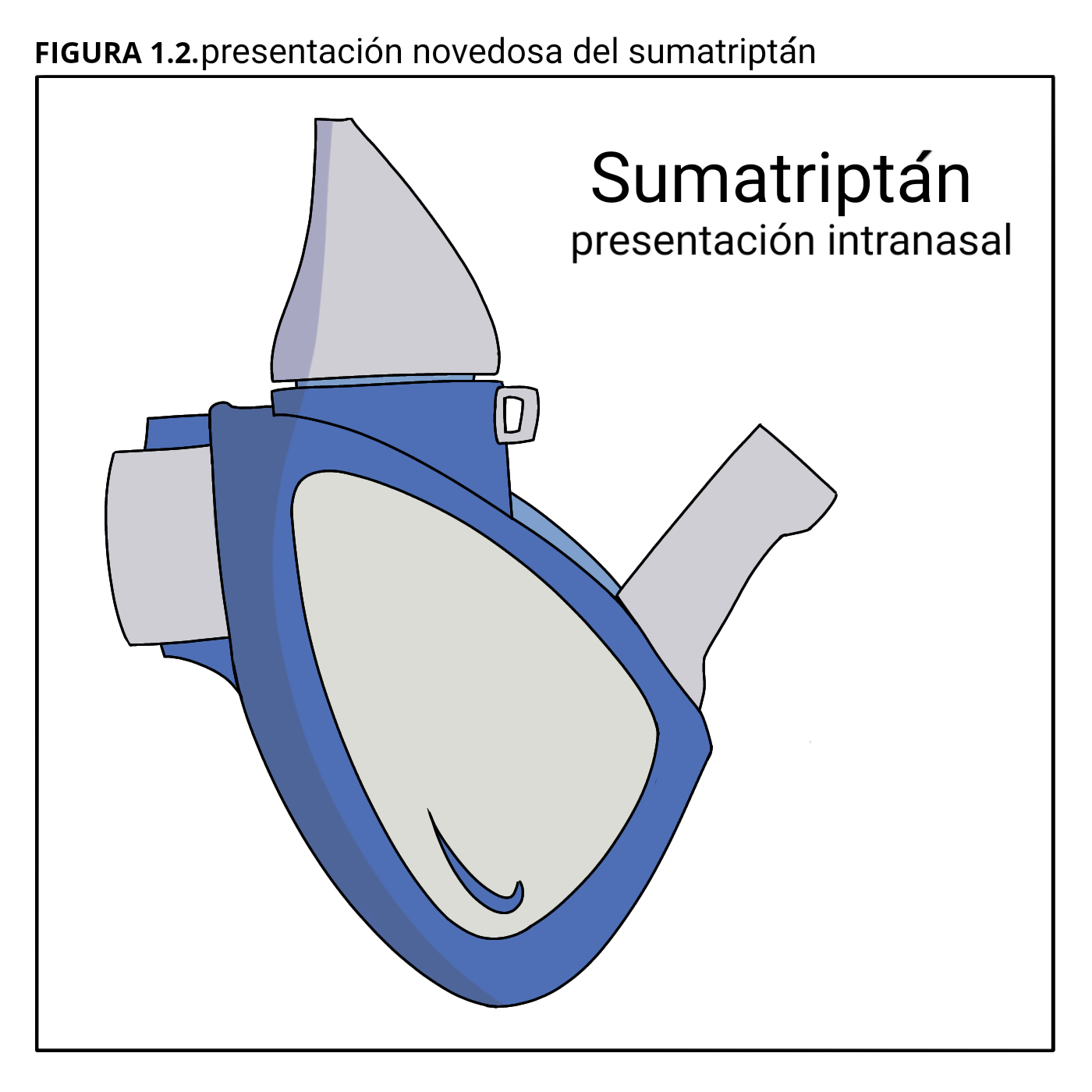
Sumatriptán - presentación novedosa intranasal

### Onzetra Xsail
Onzetra es un medicamento intranasal a base de sumatriptán, aprobado para el tratamiento agudo de la migraña, con o sin aura, en adultos. 
Ofrece un alivio rápido y eficaz de los síntomas de la migraña, incluyendo dolor de cabeza, náuseas, vómitos y sensibilidad a la luz y al sonido. 
Su administración intranasal permite una rápida absorción en el torrente sanguíneo, proporcionando un alivio rápido del dolor.
Es una opción conveniente para pacientes que prefieren evitar la ingestión oral durante los episodios de migraña, y especialmente beneficiosa para aquellos con náuseas o vómitos.
Es importante consultar con un médico antes de usar Onzetra, ya que existen algunas contraindicaciones y posibles efectos secundarios.